# عبدالرب نیشتر
عبدالرب نیشتر (پشتو: سردار عبد الرب نښتر؛ زاده ۱۳ ژوئن ۱۸۹۹ درگذشتهٔ ۱۴ فوریهٔ ۱۹۵۸) یک سیاستمدار اهل پاکستان بود.